# 7357-es busz
Az 7357-es jelzésű autóbuszvonal távolsági autóbuszjárat Veszprém és Keszthely között, melyet a Volánbusz lát el.

## Közlekedése
A járat Veszprémet és Keszthelyt köti össze.

## Megállóhelyei
| 0  | Keszthely, autóbusz-állomás végállomás    | 61 | 1, 2, 3, 5, C5 1189, 1193, 1194, 1212, 1402, 1499, 1506, 1569, 1579, 1625, 1631, 1636, 1658, 1665, 1666, 1673, 1714, 1723, 1724, 1725, 1732, 1735, 1736, 1794, 1806, 1808, 1842 5974, 5976, 6103, 6162, 6192, 6216, 6218, 6230, 6231, 6237, 6306, 6307, 6308, 6310, 6316, 6350, 6355, 6360, 6361, 6363, 6364, 6370, 6373, 6375, 6384, 6386, 6387, 6390, 6391, 6395, 6396, 6398, 6415, 7357, 7721, 7722 S34, személyvonat, Fenyves sebesvonat, Lesence sebesvonat, Tanúhegy sebesvonat, Déli<-parti sebesvonat, Déli<-parti InterRégió, Déli->parti InterRégió, Helikon InterRégió, Balaton InterCity                                                |
| 1  | Keszthely, kórház                         | 60 | 1 1189, 1212, 1569, 1579, 1625, 1631, 1636, 1658, 1714, 1723, 1735, 1736, 1806, 1808 6218, 6360, 6361, 6363, 6364, 7357, 7721 |
| 2  | Keszthely, Jegenye utca                   | 59 | |
| 3  | Keszthely, Vágóhíd utca                   | 58 | 1 1189, 1212, 1579, 1625, 1631, 1636, 1658, 1714, 1723, 1735, 1736, 1806, 1808 6218, 6360, 6361, 6363, 6364, 7357 |
| 4  | Gyenesdiás, községháza                    | 57 | 1189, 1212, 1579, 1625, 1631, 1636, 1658, 1714, 1723, 1735, 1736, 1806, 1808 6218, 6360, 6361, 6363, 6364, 6365, 7357, 7721 |
| 5  | Gyenesdiás, takarékpénztár                | 56 | 1189, 1212, 1569, 1579, 1625, 1631, 1636, 1658, 1714, 1723, 1735, 1736, 1806, 1808 6218, 6360, 6361, 6363, 6364, 6365, 7357, 7721 |
| 6  | Vonyarcvashegy, vasútállomás bejárati út  | 55 | |
| 7  | Vonyarcvashegy, óvoda                     | 54 | 1189, 1212, 1569, 1579, 1625, 1631, 1636, 1658, 1714, 1723, 1735, 1736, 1806, 1808 6218, 6360, 6361, 6363, 6364, 7357, 7721 személyvonat, Lesence sebesvonat, Tanúhegy sebesvonat, Helikon InterRégió |
| 8  | Balatongyörök, bejárati út                | 53 | 1189, 1212, 1569, 1579, 1625, 1631, 1636, 1658, 1714, 1723, 1735, 1736, 1806, 1808 6218, 6360, 6361, 6363, 6364, 7357, 7721 |
| 9  | Balatongyörök, Szépkilátó                 | 52 | 1189, 1212, 1579, 1625, 1631, 1636, 1658, 1714, 1723, 1735, 1736, 1806, 1808 6361, 6363, 6364, 7357, 7721 |
| 10 | Balatongyörök, Becehegy                   | 51 | |
| 11 | Balatonederics, Becehegy, Kastély Fogadó  | 50 | |
| 12 | Balatonederics, bejárati út               | 49 | |
| 13 | Balatonederics, orvosi rendelő            | 48 | |
| 14 | Balatonederics, templom                   | 47 | |
| 15 | Nemesvita, bejárati út                    | 46 | |
| 16 | Lesencetomaj, 84–es út                    | 45 | |
| 17 | Tapolca, Stadion utca                     | 44 | |
| 18 | Tapolca, autóbusz–állomás                 | 43 | 1212, 1215, 1216, 1569, 1593, 1625, 1636, 1664, 1714, 1717, 1727, 1732, 1736 6218, 6350, 6361, 6364, 7357, 7369, 7370, 7371, 7372, 7373, 7386, 7387, 7700, 7701, 7702, 7703, 7704, 7705, 7706, 7707, 7708, 7709, 7710, 7711, 7721, 7722, 7730, 7736, 7742, 7757, 7836, 7929, 7942 |
| 19 | Kisapáti, Agrosz                          | 42 | |
| 20 | Kisapáti, utóbusz-várótrem                | 41 | |
| 21 | Nemesgulács, Vasút utca 3.                | 40 | |
| 22 | Nemesgulács, élelmiszerbolt               | 39 | |
| 23 | Nemesgulács, Tücsöktanya                  | 38 | |
| 24 | Badacsonytomaj, felső                     | 37 | |
| 25 | Badacsonytomaj, iskola                    | 36 | |
| 26 | Badacsonytomaj, (Badacsonyörs), posta     | 35 | 1189, 1631, 1658, 1717, 1735, 1806, 1808 7357, 7387, 7707, 7708, 7709, 7746 |
| 27 | Badacsonytomaj, (Badacsonyörs), camping   | 34 | 1189, 1631, 1658, 1717, 1735, 1806, 1808 7357, 7387, 7707, 7708, 7709, 7746 |
| 28 | Ábrahámhegy, vasúti megállóhely           | 33 | 1189, 1631, 1658, 1717, 1735, 1806, 1808 7357, 7387, 7707, 7708, 7709, 7746 személyvonat, sebesvonat, Kék Hullám InterCity |
| 29 | Balatonrendes, vasúti megállóhely         | 32 | 1189, 1631, 1658, 1717, 1735, 1806, 1808 7357, 7387, 7708 személyvonat, sebesvonat, Kék Hullám InterCity |
| 20 | Révfülöp, Császtai strand                 | 31 | |
| 31 | Révfülöp, vasútállomás                    | 30 | 1189, 1631, 1658, 1717, 1735, 1806, 1808 7357, 7387, 7671, 7702, 7703, 7704, 7705, 7708, 7744, 7942 személyvonat, sebesvonat, Csabai Tekergő sebesvonat, Kék Hullám InterCity, Levendula Intercity |
| 32 | Balatonszepezd, fürdő                     | 29 | |
| 33 | Balatonszepezd, vasúti megállóhely        | 28 | 1189, 1631, 1658, 1735, 1806, 1808 7357, 7671, 7744 személyvonat, sebesvonat, Kék Hullám InterCity |
| 34 | Balatonszepezd, Viriusz telep             | 27 | 1189, 1631, 1658, 1735, 1806, 1808 7357, 7671, 7744 |
| 35 | Zánka-Köveskál, vasútállomás bejárati út  | 26 | 1189, 1631, 1658, 1712, 1735, 1806, 1808 7357, 7367, 7369, 7671, 7706, 7744 személyvonat, sebesvonat, Csabai Tekergő sebesvonat, Kék Hullám InterCity, Levendula Intercity |
| 36 | Zánka-Köveskál, vasútállomás              | 25 | 1189, 1631, 1658, 1712, 1735, 1806, 1808 7357, 7367, 7369, 7671, 7706, 7744 személyvonat, sebesvonat, Csabai Tekergő sebesvonat, Kék Hullám InterCity, Levendula Intercity |
| 37 | vasútállomás bejárati út                  | 24 | |
| 38 | Zánka, Gyermekváros                       | 23 | 1189, 1631, 1658, 1712, 1735, 1806, 1808 7357, 7367, 7671, 7706 |
| 39 | Balatonakali, bejárati út                 | 22 | 1189, 1631, 1658, 1712, 1735, 1806, 1808 7357, 7671, 7682, 7706 |
| 40 | Balatonakali, óvoda                       | 21 | |
| 41 | Balatonakali, Kísérleti telep             | 20 | |
| 42 | Balatonudvari, Fövenyes, bejárati út      | 19 | 1189, 1631, 1658, 1712, 1735, 1806, 1808 7357, 7671 |
| 43 | Balatonudvari, autóbusz-váróterem         | 18 | 1189, 1631, 1658, 1712, 1735, 1806, 1808 7357, 7671 |
| 44 | Örvényes, autóbusz-váróterem              | 17 | 1189, 1631, 1658, 1712, 1735, 1806, 1808 7357, 7671 |
| 45 | Aszófő, vasútállomás bejárati út          | 16 | 1189, 1631, 1658, 1712, 1735, 1806, 1808 7357, 7671 személyvonat, sebesvonat, Kék Hullám InterCity |
| 46 | Balatonfüred, hajógyár                    | 15 | |
| 47 | Balatonfüred, kemping                     | 14 | |
| 48 | Balatonfüred, autóbusz-állomás            | 13 | 1, 1B, 2, 2B, 3, 4, 5, 6, 7 1189, 1201, 1513, 1529, 1631, 1658, 1709, 1710, 1712, 1720, 1722, 1735, 1740, 1758, 1806, 1808, 1846, 1853 7338, 7344, 7345, 7346, 7348, 7350, 7352, 7355, 7357, 7358, 7363, 7364, 7654, 7671, 7673, 7674, 7675, 7676, 7682, 7683, 7686, 8082 személyvonat, sebesvonat, Csabai Tekergő sebesvonat, Szabolcsi Tekergő expresszvonat, Tekergő expresszvonat, Katica InterRégió, Vízipók InterRégió, Kék Hullám InterCity, Levendula Intercity |
| 49 | Balatonfüred, Arany Csillag               | 12 | 3, 4, 6, 7 1189, 1201, 1513, 1529, 1631, 1658, 1709, 1710, 1720, 1722, 1735, 1740, 1758, 1806, 1808, 1846, 1853 7338, 7344, 7345, 7348, 7350, 7352, 7355, 7357, 7358, 7363, 7653, 7654, 8082 |
| 50 | Balatonfüred, Arács vasúti megállóhely    | 11 | 3, 4, 6, 7 1189, 1201, 1513, 1529, 1631, 1658, 1709, 1710, 1720, 1722, 1735, 1740, 1758, 1806, 1808, 1846, 1853 7338, 7344, 7345, 7348, 7350, 7352, 7355, 7357, 7358, 7363, 7653, 7654, 8082 személyvonat, Katica InterRégió, Vízipók InterRégió |
| 51 | Balatonfüred, Gemering utca               | 10 | 3, 4 1631, 1708, 1728 7345, 7350, 7355, 7357, 7358, 7363, 7653, 7654, 7804, 7941 |
| 52 | Csopak, vasúti megállóhely                | 9  | 1190, 1529, 1708, 1728, 1844 7345, 7350, 7355, 7358, 7363, 7653, 7654, 7804, 7941, 8082 személyvonat, sebesvonat, Katica InterRégió, Vízipók InterRégió |
| 53 | Csopak, központ                           | 8  | 1201, 1708, 1758 7344, 7345, 7346, 7348, 7350, 7355, 7358, 7363, 7365, 7654, 7804, 7941 |
| 54 | Csopak, Csonkatorony 73-as út             | 7  | 1189, 1529, 1631, 1658, 1710, 1720, 1735, 1740, 1758, 1806, 1808, 1846, 1853 7350, 7352, 7355, 7357, 7358, 7363 |
| 55 | Nosztori major bejárati út                | 6  | 1631, 1708, 1758 7350, 7352, 7353, 7355, 7357, 7358, 7363, 7941 |
| 56 | Nosztori autóspihenő                      | 5  | 1631, 1708, 1758 7350, 7352, 7353, 7355, 7358, 7363, 7941 |
| 57 | Nosztori erdő bejárati út                 | 4  | 1758 7350, 7352, 7353, 7355, 7357, 7358, 7363, 7941 |
| 58 | Veszprém, Sport vendéglő                  | 3  | 2 1631, 1708, 1722, 1723, 1758, 1853 7341, 7342, 7344, 7345, 7346, 7348, 7350, 7352, 7353, 7355, 7357, 7358, 7804, 7941 |
| 59 | Veszprém, Szabadság lakótelep bejárati út | 2  | 22 1708, 1758 7341, 7342, 7344, 7345, 7346, 7348, 7350, 7352, 7353, 7355, 7358, 7941 1189, 1212, 1215, 1216, 1229, 1510, 1513, 1529, 1564, 1592, 1593, 1625, 1631, 1658, 1708, 1709, 1710, 1720, 1722, 1731, 1732, 1735, 1736, 1740, 1742, 1758, 1784, 1806, 1808, 1823, 1846, 1853 5449, 7033, 7300, 7301, 7302, 7303, 7304, 7305, 7306, 7307, 7308, 7309, 7311, 7313, 7314, 7315, 7316, 7317, 7318, 7319, 7320, 7321, 7322, 7323, 7324, 7325, 7326, 7332, 7333, 7335, 7338, 7341, 7342, 7344, 7345 |
| 60 | Veszprém, kórház                          | 1  | 7, 7A, 22 1189, 1529, 1631, 1658, 1710, 1720, 1735, 1740, 1758, 1806, 1808, 1846, 1853 7341, 7342, 7344, 7345, 7346, 7348, 7350, 7352, 7355, 7357, 7358, 7941 |
| 61 | Veszprém, autóbusz-állomás végállomás     | 0  | 1, 2, 3, 4A, 7, 7A, 10, 12, 12A, 13, 22, 23, 47 1189, 1212, 1215, 1216, 1229, 1510, 1513, 1529, 1564, 1592, 1593, 1625, 1631, 1658, 1708, 1720, 1722, 1723, 1728, 1729, 1731, 1732, 1735, 1736, 1740, 1742, 1758, 1784, 1806, 1808, 1823, 1853 5449, 7033, 7300, 7301, 7302, 7303, 7304, 7305, 7306, 7307, 7308, 7309, 7311, 7313, 7314, 7315, 7316, 7317, 7318, 7319, 7320, 7321, 7322, 7323, 7324, 7325, 7326, 7332, 7333, 7335, 7341, 7342, 7344, 7345, 7346, 7348, 7350, 7352, 7353, 7355, 7358, 7360, 7361, 7363, 7364, 7366, 7367, 7369, 7370, 7376, 7380, 7381, 7383, 7386, 7387, 7388, 7389, 7391, 7396, 7397, 7398, 7804, 7941, 7943, 8082 |